# Галегуш (Пенафиел)
Галегуш (порт. Galegos) — район (фрегезия) в Португалии, входит в округ Порту. Является составной частью муниципалитета Пенафиел. По старому административному делению входил в провинцию Дору-Литорал. Входит в экономико-статистический субрегион Тамега, который входит в Северный регион. Население составляет 2532 человека на 2001 год. Занимает площадь 3,52 км².
Покровителем района считается Иисус Христос (порт. São Salvador).